# یانیک ایمبز
یانیک ایمبز (انگلیسی: Yannick Imbs؛ زادهٔ ۵ ژوئیهٔ ۱۹۸۵) بازیکن فوتبال اهل فرانسه است.
از باشگاه‌هایی که در آن بازی کرده‌است می‌توان به باشگاه فوتبال اسپال، باشگاه فوتبال اس‌وی زاندهاوزن، و باشگاه فوتبال استراسبورگ اشاره کرد.